# 顧海
顧海，字會川，號學林，贵州黎平人，清朝政治人物、同進士出身。

## 生平
雍正元年（1723年）清世宗登極癸卯恩科進士，三甲八名，選庶吉士，散館改行人。著有《山居詩》。